# Charles Adams
Pour les articles homonymes, voir Charles Francis Adams, Charles Adams (homonymie) et Adams.
Temple de la renommée : 1960
Charles Francis Adams (né le 18 octobre 1876 à Newport, dans l'État du Vermont aux États-Unis - mort en 1947) est un dirigeant américain de hockey sur glace. Il est le premier propriétaire et président des Bruins de Boston dans la Ligue nationale de hockey. De 1974 à 1993, une division (section) porte son nom.
Il a également été propriétaire des Braves de Boston, une franchise de baseball de la Ligue nationale et de Suffolk Downs, un hippodrome situé à East Boston.

## Héritage
La division Adams (ou : section Adams) a été fondée en 1974 au sein de l'Association Prince de Galles, ancêtre de l'Association de l'Est. La section a existé pendant 19 saisons jusqu'en 1993. Elle a été nommée en l'honneur d'Adams. Les Bruins ont été membres de la division Adams pendant toute la durée de son existence, remportant neuf titres de division et participant à quatre finales de la coupe Stanley à cette époque. Elle a été remplacée par la division Nord-Est, qui a été dissoute avec le réalignement de la ligue en 2013, et peut être considérée comme la précurseure de l'actuelle division Atlantique.
Adams a été intronisé au Temple de la renommée du Vermont en 2013.